# Portobello Bones
Portobello Bones est un groupe de punk rock français, originaire de Tours, en Indre-et-Loire, actif durant dix années sur la scène internationale (janvier 1991- octobre 2001). Adepte du DIY (Do It Yourself, "faites-le vous-même" en anglais), davantage par nécessité que par conviction, le groupe n'utilisera jamais les circuits commerciaux de l'industrie musicale (production, distribution, tournées). Il restera un élément important de la musique alternative de l'époque. 

## Biographie
Portobello Bones est formé en janvier 1991 à Tours, en Indre-et-Loire, par Lionel Fahy (chant), étudiant à l'institut d'arts visuels à Orléans. Il intègre son collègue Fabrice Metais (basse) et s'ajoutent rapidement Franck Leprêtre (batterie) et Jean-Christophe Tabuy (guitare). « À l’époque on jouait tous dans des petits groupes du côté de Tours, et on s'est rencontrés dans des concerts. On ne savait pas vraiment jouer, d’ailleurs on s’est rapidement grillé un peu partout, tellement on jouait mal, et fort ! Surtout on jouait une musique que personne ne connaissait. Il faut dire qu’à l’époque, on était en plein revival Blues. Et nous, nos influences, c'était plutôt The Accused, GBH, Crass, les Dead Kennedys… un autre monde quoi », explique-t-il. 
L'origine de leur nom est un clin d'œil à la Portobello Road, où se situait notamment Vinyl Solution (label des Australiens Hard Ons et des angevins Les Thugs) ainsi qu'un hommage déguisé à Stiv Bators, membre des Dead Boys et des Lords of the New Church, interprète de la chanson "Portobello" et décédé quelques mois plus tôt à Paris d'un accident de la circulation, d'où les « os » (bones en anglais). 
Durant son existence, les membres jouent un punk rock bruitiste, ou « punk noise ». Le groupe est l'un des fers de lance de la scène indépendante française. Si au départ il est influencé par GBH, les Hard Ons, Fugazi, ainsi que The Cult (Ian Astbury) et Ronnie James Dio (pour les intonations vocales), un concert commun avec le groupe lyonnais Deity Guns (futurs Bästard puis Zerö) en janvier 1993 marque un tournant décisif dans l'histoire du quatuor d'alors. 
En marge de leurs concerts, ils publient, en 1992, un premier split 45 tours intitulé Negative avec le groupe Concrete Idea sur le label Forked Tongues, monté pour l'occasion par Lionel Fahy. Ils sortent un premier mini-album éponyme en octobre 1993, Portobello Bones (également appelé "album poissons"), toujours sur Forked Tongues, et plusieurs 45 tours,  notamment Dream Awake en 1994 avec les lyonnais de Condense. Ils privilégient en général le vinyle au format CD, pourtant en pleine progression à l'époque, grâce à « pas mal de contact dans le petit milieu des fanzines. » Concernant les pochettes, Portobello Bones « était dans le vrai DIY, on découpait nos pochettes nous-mêmes, on faisait les sérigraphies et on les collait le soir. » Le groupe attire l'intérêt du label allemand Noise Records, mais signe finalement en distribution avec WMD Fnac Music qui ressort au printemps 1994, le premier mini-album, remixé pour l'occasion, en CD uniquement. Suit leur second album studio, Nu, en 1995, enregistré au studio Black Box dans la région angevine. Considéré comme leur meilleur album, et bénéficiant d'une sortie à l'international, il permet au groupe de jouer à l'étranger.
Le groupe bénéficie du FAIR en 1996 (la même année que des artistes comme Katerine, Miossec, Hint ou encore Spicy Box...), un fonds de soutien mis en place par le ministère de la Culture à l'initiative de Jack Lang en 1989)
1999 (manière de) est un documentaire signé Jérôme Dubreuil sur le parcours d'un groupe qui se situe hors des circuits de la grande distribution. Ce film est sorti sur le label Crash Disques en 1999. Le groupe décide de se séparer en octobre 2001. 
Dans les années 2010, le label Chanmax Records met en ligne gratuitement leur discographie,  accessible également via la plateforme de streaming Spotify. Les trois derniers albums « physiques » sont disponibles sur le label Crash Disques.

## Membres
- Lionel Fahy - chant, guitare (1991-2001)
- Franck Leprêtre - batterie (1991-2001)
- Fabrice Metais - basse, chœurs (1991 - printemps 1995)
- Jean-Christophe Tabuy - guitare (1991 - automne 1993)
- Jeremy Johnson - basse, chœurs (automne 1993 - automne 1996)
- Fabien Oliviero - basse, chœurs (automne 1996 - 2001)

## Discographie
- 1992 : Negative (split 45 tours avec Concrete Idea) (Forked Tongues) (2 titres)
- 1993 : Portobello Bones (33 tours (vinyle jaune 1er pressage, vinyle blanc 2e pressage) (6 titres + 2 bonus)
- 1994 : Portobello Bones (version CD 6 titres du 1er 33 tours, remixés, distribution WMD) - Dream Awake (split 45 tours avec Condense ; vinyle rouge et blanc) (Uncontrolled Records)
- 1995 : Nu (WMD)
- 1996 : Zyqkimasz (live en Europe de l'est) (Forked Tongues/Pandemonium)
- 1996 : Portobello Amigos (inédits en duo avec d'autres formations) (Forked Tongues)
- 1997 : Horma (PBB/Crash Disc)
- 1998 : Refuse to keep silence (PBB/Crash Disc)
- 2000 : Eden on Earth (PBB/Crash Disc)